# Тишкевич, Альфонс Ильич
Альфо́нс Ильи́ч Тишке́вич (5 июля 1938 г., д. Липки, Смолевичский район Минской области — 24 октября 2021) — советский государственный деятель, председатель Минского облисполкома (1986—1994), депутат Верховного Совета БССР 9, 11 и 12-го созывов.

## Биография
Родился 5 июля 1938 года в деревне Липки Смолевичского района.
Окончил Минский техникум лёгкой промышленности. Трудовую деятельность начал в 1958 году механиком на швейной фабрике имени Крупской. В этом же году поступил в Белорусский институт механизации сельского хозяйства (нынешний Белорусский государственный аграрный технический университет, окончил его в 1963 году по специальности инженер-механик, заочно Высшую партийную школу при ЦК КПСС.
С 1963 по 1967 год работал инструктором Минского сельского обкома комсомола, первым секретарём Вилейского райкома комсомола, заведующим организационным отделом Минского обкома ЛКСМБ.
С 1967 по 1986 год — инструктор, заместитель заведующего сельскохозяйственного отдела Минского обкома КПБ, первый секретарь Столбцовского райкома КПБ, заместитель заведующего отделом сельского хозяйства и пищевой промышленности ЦК КПБ. В 1975 году избран народным депутатом Верховного Совета БССР 9-го созыва.
С 1986 по 1994 год работал председателем исполкома Минского областного Совета народных депутатов.
Член ЦК КП Беларуси, народный депутат БССР и областного Совета народных депутатов.
14 января 1997 года был избран в Совет Республики, от 22 января 1997 года — председатель постоянной комиссии по региональной политике, член президиума Совета.
В январе 1998 года А. И. Тышкевич был председателем Минского областного Совета депутатов.
Ушел из жизни 24 октября 2021 года.